# Graveyard (canção)
"Graveyard" é uma canção dacantora norte-americana Halsey. Foi lançado em 13 de setembro de 2019, como o segundo single de seu terceiro álbum de estúdio, Manic (2020).

## Antecedentes
Em março de 2019, Halsey anunciou que seu próximo terceiro álbum de estúdio seria lançado em 2019 e que ela quer que seja "perfeito". Durante uma sessão de perguntas e respostas em 7 de agosto de 2019, ela afirmou que o álbum é "mundo de fantasia menos distópico" e que reflete sua visão de mundo atual. Em 3 de setembro de 2019, Halsey revelou a arte da capa e a data de lançamento de "Graveyard" em suas mídias sociais. O anúncio foi feito um dia depois que os fãs questionaram o cantor sobre as próximas notícias. A música foi disponibilizada para pre-save mediante anúncio.

## Créditos
Créditos adaptados do Tidal.
- Halsey  - vocais
- Louis Bell  - produção, engenharia de discos, programação, teclados
- Jon Bellion  - produção, teclados, programação
- Amy Allen - vocais de fundo, guitarra
- Mark Williams - produção, guitarra, teclados, programação
- The Monsters and the Strangerz  - produção, engenharia, teclados, programação
- Chris Gehringer - mestre em engenharia
- John Hanes - engenharia de mistura
- Serban Ghenea - mistura

## Desempenho nas tabelas musicais
| Tabela musical (2019)                  | Melhor Posição |
| -------------------------------------- | -------------- |
| Austrália (ARIA)                       | 31             |
| Bélgica (Ultratop) Flanders            | 23             |
| Canadá (Canadian Hot 100)              | 41             |
| Escócia (Official Charts Company)      | 48             |
| Eslovênia (Singles Digitál Top 100)    | 33             |
| Estados Unidos (Billboard Hot 100)     | 34             |
| Estados Unidos (Adult Top 40)          | 31             |
| Estados Unidos (Mainstream Top 40)     | 19             |
| Estados Unidos (Rolling Stone Top 100) | 25             |
| Estónia (Eesti Tipp-40)                | 26             |
| Hungria (Stream Top 40)                | 24             |
| Irlanda (IRMA)                         | 37             |
| Nova Zelândia Hot Singles (RMNZ)       | 37             |
| Portugal (AFP)                         | 75             |
| Reino Unido (UK Singles Chart)         | 52             |
| Chéquia (Singles Digitál Top 100)      | 36             |
| Singapura (RIAS)                       | 18             |
| Suécia (Sverigetopplistan)             | 95             |
| Suíça (Schweizer Hitparade)            | 75             |

## Apresentações ao vivo
Halsey tocou "Graveyard" pela primeira vez no MTV Europe Music Awards de 2019 em 3 de novembro de 2019. Em 25 de novembro ela cantou a música no American Music Awards de 2019.

## Histórico de lançamentos
| Região         | Data                   | Formato                    | Gravadora | Ref.   |
| -------------- | ---------------------- | -------------------------- | --------- | ------ |
| Mundo          | 13 de setembro de 2019 | Download digital streaming | Capitol   | [ 35 ] |
| Austrália      | 13 de setembro de 2019 | Contemporary hit radio     | Capitol   | [ 36 ] |
| Reino Unido    | 14 de setembro de 2019 | Contemporary hit radio     | Capitol   | [ 37 ] |
| Estados Unidos | 17 de setembro de 2019 | Contemporary hit radio     | Capitol   |        |
| Estados Unidos | 30 de setembro de 2019 | Adult contemporary         | Capitol   | [ 38 ] |

## Certificações
| País (Empresa)   | Certificação |
| ---------------- | ------------ |
| Austrália (ARIA) | Ouro         |